# Criomica viktorovi
Criomica viktorovi is een vliesvleugelig insect uit de familie van de Platygastridae. De wetenschappelijke naam van de soort is voor het eerst geldig gepubliceerd in 1975 door Kozlov.